# Figline di Prato
Pour les articles homonymes, voir Prato (homonymie).

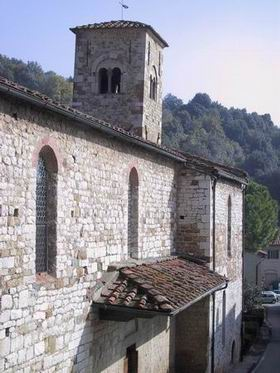
Vue latérale de l'église San Pietro avec son clocher.

Figline di Prato est une frazione de la commune de  Prato en Toscane. Ce village est remarqué grâce à l’église San Pietro, au Tabernacle de Sainte Anne peint dans les années 1392-1393 par Agnolo Gaddi, par l'antique carrière de serpentine (serpentino) ; le marbre vert de Prato, et surtout, à cause de l'exécution tragique par les Allemands en septembre 1944 de 29 jeunes partisans, i 29 Martiri di Figline.

## Toponymie
Figline di Prato fut d'abord un vieil hameau. Son origine toponymique vient du latin figalinae (« céramique ») avec une évolution vers figuline ou fegghine ; ce qui suggère un lieu où l’on travaille l’argile pour la fabrication de terre cuite ou de céramiques.

## Histoire
C'est un antique bourg au nord-est de la ville de Prato, le long de l’ancienne route qui conduit à Schignano et à Vaiano. Ce village s'est construit au fil des ans, au pied du mont Ferrato, le long d'un torrent, la Bardena (nom d'origine étrusque). Il est surtout connu en raison de l'exécution tragique par les Allemands le 6 septembre 1944 de 29 jeunes partisans, « i 29 Martiri di Figline », qui faisaient partie de la brigade Buricchi : ces jeunes condamnés à mort furent pendus sous les poutres de la rue intitulée aujourd’hui à Figline : rue des Martyrs. Une pierre commémorative déposée le 17 juin 1945 témoigne. La population de ce village a été pendant longtemps divisée en deux parties antagonistes ; ceux qui fréquentaient le Cercle (il Circolo) d'en haut, surtout des communistes et ceux qui fréquentaient le Cercle Giardino, celui d'en bas né en 1892, les fascistes, quelques anarchistes, ainsi que quelques artistes pratéens. Même si aujourd'hui ces oppositions ont disparu avec les anciens, elles demeurent dans les esprits, et révèlent les tensions qui ont fait le lit des affrontements et ont produit les événements tragiques de ce village de Toscane, quelques jours avant la libération de Prato.

## Monument et peinture
La Pieve de San Pietro fut édifiée au XIIe siècle en  filaretto di alberese (type de calcaire argileux de couleur gris-jaune), puis rehaussée et agrandie avec le transept et le campanile en forme de tour à la fin du XIIIe siècle, vers 1330 : à l’intérieur demeurent des fresques du XIVe siècle tardif (Madonna del latte, Quattro Santi) et un San Michele (1512) de Girolamo Ristori. Les fresques les plus anciennes sont dans le transept : une Ultima Cena, une Crocefissione (1325) et un San Cristoforo de la première partie de l’an 1200. À Figline, à peu de distance de l’église, le peintre florentin Agnolo Gaddi a peint le grand tabernacle de Sainte-Anne (18 mètres carrés), près de l’église Saint-Pierre, dans les années 1392-1393.

## Serpentine de Figline et marbre de Prato

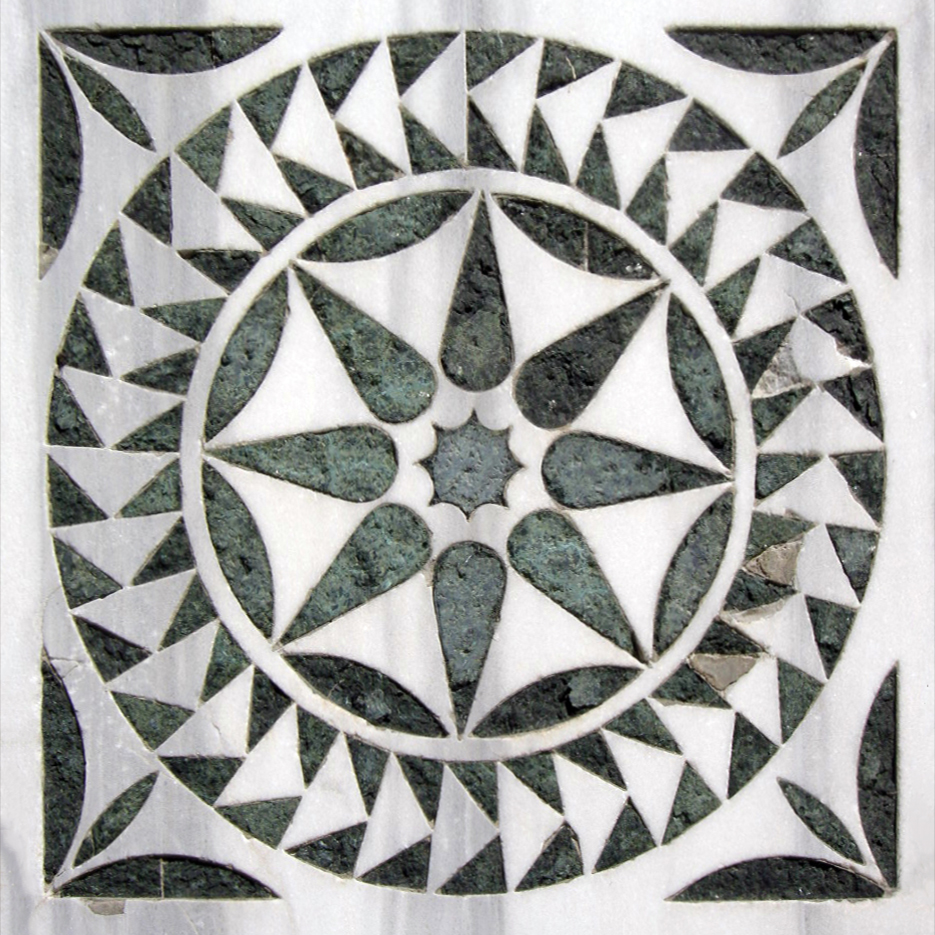
Un détail de la façade de l'abbaye Fiesolana avec le marbre vert de Figline

La serpentine (serpentino) de Prato est le fameux marbre vert utilisé pour tant d’édifices religieux comme pierre dont la chromie foncée et la noblesse d’aspect fait penser aux marbres antiques du Péloponnèse : à Florence, on peut voir ces placages en marbre vert de Prato sur le Baptistère Saint-Jean, l’église de San Miniato al Monte, la façade inachevée de l'abbaye Fiesolana, le dôme de Santa Maria del Fiore, le Campanile de Giotto, l’église Santa Maria Novella, et à Prato, l'accès au Château de l'Empereur, la façade des portails du Duomo, l’église Saint-François et Saint-Nicolas. L'antique carrière de cette pierre se trouve aux alentours de Figline, sur les pentes du mont Piccioli, dans la localité de Pian di Maggio.

## Vie moderne
Les fours à céramique, déjà présents au Moyen Âge, ont disparu avec les petits ateliers de tissage de la laine. À midi, les sirènes des fornaci (« fours ») ne retentissent plus ; on n'entend plus le va-et-vient des navettes électriques qui rythmaient les matins, les journées et même les soirs. Les poussiéreux camions emplis de granitone (pierre blanche et dure) ne dévalent plus la Via di Cantagallo. L'industrieuse région de Prato change de visage comme les individus changent de métier. Les Toscans nés à Figline sont rares, comme est rare aussi la langue fleurie de Boccace, de Dino Compagni et de Franco Sacchetti dans les rues. L'odeur poussiéreuse de chiffons n'existe plus. Il y a quelques années encore, en 1955, le Toscan Curzio Malaparte écrivait :

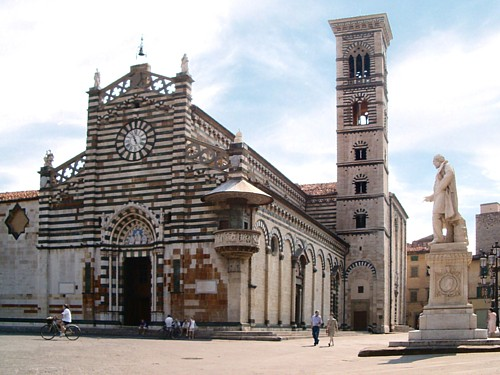
Le Duomo

— Curzio Malaparte, Maledetti Toscani.

## Autres lieux
- Musée de la Pieve di San Pietro, au centre du hameau, près de l'église
- Musée de la déportation[6], 250 Via di Cantagallo
- Route vers le mausolée de Curzio Malaparte sur les hauteurs du Spazzavento